# Hemiechinus auritus megalotis
Hemiechinus auritus megalotis és una subespècie d'eriçó orellut originària de l'Afganistan i l'oest del Pakistan. Es caracteritza per la seva gran mida i tonalitat rogenca.
Amb una llargada de 23-28 cm i un pes de 700-900 grams, H. a. megalotis té més o menys la mateixa mida que l'eriçó comú. Com que viu principalment en zones muntanyoses, les temperatures més baixes probablement feren que evolucionés i esdevingués més gran que altres subespècies d'eriçó orellut. També hiberna durant uns sis mesos. Una altra adaptació són les seves urpes llargues i fer forats, que l'ajuden a escalar.
Caça insectes, serps i escorpins, però també li agraden els melons, les síndries i les baies.